# The Book of Beijing
The Book of Beijing (deutsch Das Buch von Beijing) ist eine Anthologie aus zehn Geschichten verschiedener chinesischer Schriftsteller, bearbeitet von Bingbing Shi, ins Englische übersetzt und veröffentlicht am 7. September 2023. Es ist das vierundzwanzigste Buch der Reihe Reading the City (deutsch Städte lesen), jeweils fokussiert auf Geschichten aus und über eine bestimmte Stadt, in diesem Fall ist es Beijing in China.

## Geschichten
- On the Subway von Fu Xuiying, übersetzt von Chris MacDonald
- Secretly von Xu Zechen, übersetzt von Eric Abrahamsen
- Dogshit Football von Xu Kun, übersetzt von Katherine Tse
- Glass River von Qiu Huadong, übersetzt von Paul Harris
- The MagiMirror Algorithm von Gu Shi, übersetzt von Florence Taylor
- Date at the Art Gallery von Wen Zhen, übersetzt von Jack Hargreaves
- Is Mr. Zhang Home? von Shi Yifeng, übersetzt von Hongyu Jasmine Zhu
- Blue Peony von Ning Ken, übersetzt von Alison Sharpless
- The Second Ring Road von Yu Wenling, übersetzt von Helen Wang
- Reunion von Han Song, übersetzt von Carson Ramsdell

## Hintergrund
Die Universität Manchester, deren Konfuzius-Institut für die Anthologie verantwortlich ist, schrieb über die Geschichten, dass diese enge Freunde in Fremde verwandeln, sorgfältig durchdachte Lebensentscheidungen auf den Kopf stellen und Nachbarn völlig ahnungslos über die wahre Identität des jeweils anderen lassen („turns close friends into strangers, upends carefully thought-out life choices, and leaves next-door neighbours completely unaware of each other’s true identity“). Sie zeigen Menschen in allen Lebenslagen („show people in all contexts“), die verzweifelt ihren Namen in der Stadt verankern wollen („desperate to stake their name on the city“).
Gu Shi und Wen Zhen lasen ihre Geschichten auf dem Manchester Literature Festival am 15. Oktober 2025 vor.

## Kritik
Mary Kay Magistad schrieb für China Books Reviews, dass die Anthologie die Leser in diese komplexe Stadt bringe durch intime, strukturierte und manchmal schockierende Geschichten von gewöhnlichen Menschen in außergewöhnlichen Zeiten, die sich durch die komplexe Stadt navigierten („brings readers into this complex city through intimate, textured and at times jarring tales, of ordinary people navigating extraordinary times“).
Sabina Knight schrieb für Cha Journal, dass nur wenige der Charaktere sich wohl zu fühlen scheinen und ihre Kämpfe eine oft problematische Akzeptanz der Stadt offenbaren („few of the characters appear comfortable, and their struggles reveal an often-troubled embrace of the city“). Sie fährt fort, dass die unterschiedlichen Themen und Stile der Geschichten ein skurriles, zusammengesetztes Porträt von Beijing ergeben („stories’ disparate subjects and styles render a quirky composite portrait of Beijing“) und die Suche nach einem unerschrockenen Blick auf diese komplexe Megastadt gut belohnt werde („readers seeking unflinching views of this complex megacity will be well rewarded“).